# Jane Minor
Jane Minor, född som Gensey Snow 1792, död 1858, var en amerikansk slav, naturläkare och slavbefriare.
Hon föddes som slav under namnet Gensey Snow i Dinwiddie County i Virginia, och arbetade på Benjamin Harris Mays plantage. 
Under 1825 års feberepidemi i Petersburg i Virginia gjorde hon stora insatser för att vårda sjuka i sin egenskap av naturläkare, och blev frigiven som erkänsla för sin insats. Hon fortsatte att vara verksam som naturläkare i Petersburg, där hon kallades Jinsey Snow, och ett sjukhus fick sitt namn efter henne. 
Hon gifte sig med arbetaren Lewis Minor och antog då namnet Jane Minor. 
För sina förtjänster som naturläkare köpte hon många slavar, som hon sedan frigav. 